# 順妃
順妃（じゅんひ）は、皇帝の妃（側室）の号。以下の人物などに与えられた。

## 中国
- 王順妃 - 南唐の烈祖李昪の正室。烈祖の即位後に順妃を追贈された。
- 蘇順妃 - 前蜀の皇帝王衍の妃。
- 李順妃 - 金の遼王斡本の側室。海陵王（斡本の息子）が即位すると、順妃と尊封された。
- 胡順妃 - 明の洪武帝の妃。
- 任順妃 - 明の永楽帝の妃。
- 張順妃 - 明の洪熙帝の側室。洪熙帝の即位後に順妃を追贈された。
- 譚順妃 - 明の洪熙帝の側室。殉死の後、順妃を追贈された。
- 徐順妃 - 明の宣徳帝の側室。殉死の後、順妃を追贈された。
- 樊順妃 - 明の英宗の妃。
- 王順妃 - 明の成化帝の妃。
- 張皇后 - 明の嘉靖帝の皇后。初め、順妃に封じられた。
- 李順妃 - 明の嘉靖帝の妃。
- 常順妃 - 明の万暦帝の妃。
- 李順妃 - 明の万暦帝の妃。

## 朝鮮
- 許順妃 - 高麗忠宣王の妃。
- 盧順妃 - 高麗恭譲王の妃。

## ベトナム
- 呉玉淵 - 定南王鄭根の妃。